# Dacnusa melicerta
Dacnusa melicerta är en stekelart som först beskrevs av Nixon 1954.  Dacnusa melicerta ingår i släktet Dacnusa och familjen bracksteklar. Arten är reproducerande i Sverige. Utöver nominatformen finns också underarten D. m. fumipes.